# كامرين روجرز
كاميرون روجرز (من مواليد 7 يونيو 1999) هي لاعبة ألعاب قوى كندية متخصصة في رمي المطرقة. حائزة على الميدالية الذهبية الأولمبية والعالمية في هذا التخصص، وفي كلتا الحالتين أول امرأة كندية تفوز بهذا اللقب، وثاني امرأة كندية فقط تفوز بالميدالية الذهبية في بطولة العالم لألعاب القوى في أي تخصص. كانت ميداليتها الذهبية الأولمبية هي الأولى لامرأة كندية في ألعاب القوى منذ 96 عامًا.
هي أيضًا صاحبة الميدالية الفضية في بطولة العالم 2022، وبطلة ألعاب الكومنولث 2022، وبطلة العالم تحت 20 عامًا 2018، ومثلت كندا في دورة الألعاب الأولمبية الصيفية 2020. تنافست على المستوى الجامعي كعضو في فريق كاليفورنيا جولدن بيرز لألعاب القوى، وفازت بثلاثة ألقاب في الهواء الطلق في الرابطة الوطنية لرياضة الجامعات.